# Adolfo Alejandro Nouel
Adolfo Alejandro Nouel y Bobadilla (ur. 1867, zm. 1937) był dominikańskim duchownym katolickim.
W 1904 został arcybiskupem koadiutorem, a w 1906 - arcybiskupem Santo Domingo (był nim do śmierci). W latach 1912-1913 sprawował urząd tymczasowego prezydenta Dominikany, nie potrafił jednak zatrzymać panującej w kraju anarchii.